# Phare de Whale Rock

Le phare de Whale Rock (en anglais : Whale Rock Light), était un phare situé dans le passage ouest de la baie de Narragansett dans le comté de Washington (État de Rhode Island). Il a été remplacé par une bouée de signalisation.

## Histoire
Ce phare à caisson pneumatique, mis en service en 1882, marquait Whale Rock (en), une île dangereuse située à l'entrée du passage ouest de la baie de Narragansett.
Il a été détruit lors de l'ouragan de Nouvelle-Angleterre (1938) lorsqu'il a été délogé de sa fondation, tuant le gardien Walter Eberle. Une partie de la fondation du phare est toujours visible et les restes du phare sont sous l'eau à proximité.

## Description
Le phare a été remplacé par une bouée qui émet une lumière fixe rouge
Il est aussi équipé d'une cloche de brume émettant deux gongs par période de 20 secondes.
Identifiant : ARLHS : USA-883 ; USCG : 1-19090 .

### Lien connexe
- Liste des phares au Rhode Island